# Toesca (métro de Santiago)
Toesca est une station de la Ligne 2 du métro de Santiago, dans la commune de Santiago.

## Histoire
La station est ouverte depuis 1978. Son nom vient de la Autopista Central avec la rue Toesca, qui est nommée d'après l'architecte Joaquín Toesca, qui a conçu le Palais de La Moneda.

## À proximité
- Palais Cousiño